# Лозовське (Курська область)
Лозовське (рос. Лозовское) — село в Октябрському районі Курської області Російської Федерації.
Населення становить 229 осіб. Входить до складу муніципального утворення Катиринська сільрада.

## Історія
Населений пункт розташований на території українського етнічного та культурного краю Східна Слобожанщина.
Від 2004 року входить до складу муніципального утворення Катиринська сільрада.

## Населення
| 2002 | 2010 |
| ---- | ---- |
| 231  | ↘229 |